# Sharon Newman
Sharon Newman este un personaj feminin din serialul american Tânăr și neliniștit (în original The Young and the Restless). Personajul este jucat din anul 1994 până în prezent de actrița Sharon Case. A debutat în serial la 27 iunie 1994. Înaintea lui Sharon Case, până în septembrie 1994, personajul a fost interpretat de actrița Monica Potter și apoi de actrița și modelul Heidi Mark.
Sharon a trăit o poveste de dragoste alături de Nicholas Newman, personaj jucat de actorul Joshua Morrow.

## Copii
- Cassie Newman (fiică, cu Frank, adoptată de Nicholas; decedată)
- Noah Newman (fiu, cu Nicholas)
- Faith Newman (fiică, cu Nicholas)
- Mariah Copeland (fiică, cu Frank)

## Parteneri
- Nicholas Newman (divorțată) [1996 - 2006]
- Jack Abbott (divorțată) [2007 - 2009]
- Victor Newman (divorțată) [2012]
- Dylan McAvoy (divorțată) [2015 - 2017]